# Шёстедт, Юнас
Тур Юнас Шёстедт (в некоторых регионах произносится Йонас Хьёстедт, швед. Tor Jonas Sjöstedt; родился 25 декабря 1964, Гётеборг) — шведский политик, автор книг и бывший фабричный рабочий; депутат Европейского парламента от Левой партии с 2024 года. Ранее был лидером Левой партии в 2012—2020 годах, депутатом шведского парламента, Риксдага, в 2010—2020 годах и членом Европейского парламента в 1995—2006 годах.

## Биография

### Ранние годы
Тур Юнас Шёстедт родился и вырос в Гётеборге. Его отец работал учителем и инженером на гидроэлектростанциях, а мать — психотерапевтом. У него есть старшая сестра и младший брат. Из-за инженерной работы отца семья часто переезжала: сперва из Сундсвалля в Вестерос, а затем обосновалась в Венерсборге.
Из-за дислексии Шёстедт не мог читать до девяти лет, и учёба поначалу давалась ему с трудом. Он дважды бросал школу, прежде чем в 1983 году переехал в Лулео, чтобы пройти двухгодичный курс обществознания в Hermelinsskolan. Участвовал в Шведском студенческом союзе (тогда известном как Студенческая организация), став там заместителем председателя.
После окончания учёбы Шёстедт перебивался случайными заработками, а после рождения дочери переехал в Умео, где работал на сборочной линии местного завода Volvo, а именно Volvo Trucks.

### Политическая деятельность
Рано стал политически активен, уже в детстве был противником войны во Вьетнаме. Он вспоминал, что в 10-летнем возрасте испытал чувство эйфории, узнав о падении Сайгона и воссоединении Вьетнама.
В возрасте 13 лет он вступил в молодёжную организацию Левой партии — коммунисты в Венерсборге в 1978 году. На некоторое время вернувшись в Гётеборг, стал соредактором издания шведской коммунистической молодёжи Röd Press в 1980-х годах.
Шёстедт выступал против членства Швеции в Европейском союзе, но после поражения этой позиции на референдуме 1994 года и присоединения Швеции к ЕС участвовал в выборах в Европейский парламент в Швеции в 1995 году от Левой партии. Он был избран и как один из трёх евродепутатов от партии вошёл в состав группы «Европейские объединённые левые — Лево-зелёные Севера». Он переизбирался на выборах в Европарламент в 1999 и 2004 годах. С 1999 года до своей отставки из Европарламента в 2006 году работал в комитете по окружающей среде, здравоохранению и потребительской политике. Кроме прочего, был также заместителем председателя Комитета по вопросам бюджетного контроля. Он поддержал сторону «против» на референдуме 2003 года по вопросу введения евро в Швеции.

### США и возвращение на родину
Он отошёл от политики в Швеции после того, как оказался в проигрыше в идеологической борьбе внутри Левой партии после отставки Гудрун Шиман, не сумев отойти от «старых революционных традиций». В 2006 году после ухода из Европарламента он перебрался в Нью-Йорк, где его жена Анн Мове работала дипломатом (в том числе советником Посла по Ближнему Востоку) в постоянном представительстве Швеции в ООН. Он стал членом Социалистической партии США и был активен в ней на низовом уровне. За это время он дебютировал как писатель с трилогией художественных романов (Sammanflöden, Sahara и Spanska brev), а также опубликовал книгу-интервью Masthugget, Moskva, Madrid.
По возвращении в Швецию он был избран депутатом Риксдага от лена Вестерботтен. На выборах он был первым кандидатом в избирательном списке Левой партии в округе, который обычно избирает как минимум одного её представителя. Он получил треть всех голосов электората в округе.

### Лидер Левой партии
Набирая всё большую популярность среди членов Левой партии, Шёстедт объявил о своём намерении баллотироваться на пост лидера партии в июле 2011 года. В ходе кампании он выступал за систему совместного руководства, указывая, одной из сопредседателей феминистской партии должна быть женщина. 10 декабря 2011 года избирательный комитет партии выдвинул его кандидатуру; другими кандидатами была Улла Андерссон, Ханс Линде и Россана Динамарка, в то время как тогдашний лидер партии Ларс Оли заявил, что не претендует за переизбрание.
Он был избран на партийном съезде 6 января 2012 года, получив 179 голосов против 39 у Россаны Динамарки. На пресс-конференции после своего избрания он пообещал Динамарке ведущую роль в партии до всеобщих выборов 2014 года. Он выступал за сотрудничество со Шведской социал-демократической партией и Зелёной партией, но осудил красно-зелёную коалицию 2010 года, потребовавшую слишком много компромиссов со стороны левых.
В августе 2018 года он раскритиковал ужесточение шведского иммиграционного законодательства и «соревнование за самую жёсткую политику в Европе», выступив за восстановление постоянного вида на жительство и права на воссоединение семей.
В январе 2020 года на съезде Левой партии в мае Шёстедт объявил о намерении уйти в отставку с поста лидера, объяснив это желанием проводить больше времени со своей семьёй, которая поселилась в Ханое из-за нового назначения его супруги, ставшей послом Швеции во Вьетнаме. Из-за пандемии COVID-19 съезд был отложен, а Шёстедт оставался лидером партии до съезда, который смог состояться 31 октября 2020 года, когда его преемником была избрана Нуши Дадгостар.

### Вновь евродепутат
Он критиковал шведское правительство за уступки Турции ради членства в НАТО, обвинив его в предательстве курдского народа как в Швеции, так и в самой Турции.
Шёстедт был выбран ведущим кандидатом в списке Левой партии на выборах в Европейский парламент 2024 года и получил наибольшее количество личных голосов на выборах в Европарламент в истории Швеции, превзойдя рекорд Марит Паульсен в 2009 году в 221 489 личных голосов. Он является одним из двух депутатов Европарламента от партии на срок 2024—2029 годов. Он является членом парламентского Комитета по климату и окружающей среде, Комитета по бюджетному контролю и заместителем члена Комитета по иностранным делам. Сторонник солидарности с Украиной в свете российского вторжения, он был одним из ведущих разработчиков решений Европарламента о санкциях в отношении «теневого флота» РФ.

## Личная жизнь
Шёстедт в 2004 году женился на шведской дипломатке Анн Мове. У них есть дочери-близнецы.
Он сотрудничает с шведскими левыми изданиями (в частности, является обозревателем в газете Västerbottens Folkblad), выступает на радио, а также пишет исторические и художественные произведения.